# تپه قیه لر
تپه قیه لر مربوط به دوره اشکانیان است و در شهرستان گرمی، بخش موران، دهستان اجارود شرقی، روستای پرمهر واقع شده و این اثر در تاریخ ۱۲ دی ۱۳۸۶ با شمارهٔ ثبت ۲۰۳۲۳ به‌عنوان یکی از آثار ملی ایران به ثبت رسیده است.